# Scribonius (bosporanischer König)
Scribonius († um 14 v. Chr.) war ein kurzzeitig um 16/15 v. Chr. das Bosporanische Reich regierender Usurpator unbekannter Herkunft.
Um 16 v. Chr. empörte sich Scribonius gegen den hochbetagten bosporanischen König Asandros und schaffte es, dessen Truppen auf seine Seite zu ziehen, woraufhin sich Asandros durch freiwilligen Hungertod das Leben nahm. Scribonius, der sich für einen Enkel des Königs Mithridates VI. von Pontos ausgab, konnte so Asandros’ Nachfolge antreten. Er behauptete, vom römischen Kaiser Augustus als neuer König des Bosporanischen Reichs anerkannt worden zu sein und nahm sich zur weiteren Herrschaftssicherung Asandros’ Witwe Dynamis zur Gemahlin. Auf Anordnung des Marcus Vipsanius Agrippa sollte der pontische König Polemon I. den Usurpator Scribonius vertreiben, der aber schon vorher von den Bosporanern getötet wurde, weil diese so eine römische Einmischung abzuwenden hofften.